# 南蔡乡
南蔡乡位于江苏省宿迁市经济技术开发区南部，人口41000，原属宿城区，2013年6月划归国家级宿迁经济开发区。南蔡乡教育事业较为发达，其中南蔡初中和南蔡中心小学分别江苏省模范中学和江苏省实验小学。现任党委书记胡明，乡长谢友亮。

## 自然地理

### 概述
属于暖温带季风气候区，光热资源比较优越，四季分明，气候温和，年平均气温14.1℃，年均日照2315小时，太阳总辐射量约为117千卡／平方厘米，全年日照数2271小时。无霜期较长，平均为211天，初霜期一般在10月下旬，降雪初日一般在12月中旬初，活动积温5189℃，全年作物生长期为310.5天。年均降水量为892.3毫米，由于受季风影响，年际间变化不大，但降水分布不均，易形成春旱、夏涝、秋冬干天气。2002年，气温偏高，降水、日照偏少，春季连续阴雨，长时间低温寡照；夏、秋持续干旱少雨。

### 气温
2002年，年平均气温15.3℃。平均气温除1月、5月比常年偏低外，其他月份均比常年偏高，其中2月份比常年高4.4℃，1月和5月分别高3 .3℃和3.6℃。极端最高气温38.3℃，出现在7月15日；极端最低气温-9.5℃，出现在12月26日。 

### 降水
2002年，年降水总量631mm，比常年少277.5mm。春季阴雨连绵，3月和5月降水比常年偏多。夏、秋两季降水明显偏少，6月至12月降水比常年偏少，其中7月和8月降水分别比常年少111.7mm和91.1mm。日最大降水量85.8mm，出现在7月23日。 

### 日照
2002年，年日照总时数2173.0小时，比常年少35.5小时，1月、5月日照分别比常年少55.3小时和90.3小时，5月上旬连续阴雨，日照时数仅有19.6小时，比常年少52.3小时。